# Madhuca butyrospermoides
Madhuca butyrospermoides är en tvåhjärtbladig växtart som beskrevs av Auguste Jean Baptiste Chevalier. Madhuca butyrospermoides ingår i släktet Madhuca och familjen Sapotaceae. Inga underarter finns listade i Catalogue of Life.